# Hypocoela dubiefi
Hypocoela dubiefi är en fjärilsart som beskrevs av Pierre E.L. Viette 1979. Hypocoela dubiefi ingår i släktet Hypocoela och familjen mätare. Inga underarter finns listade i Catalogue of Life.